# Научный реализм
Научный реализм (англ. Scientific realism) — течение в философии науки, согласно которому единственным надёжным средством достижения знания о мире является научное исследование, результат которого интерпретируется с помощью научных теорий. Теории научного реализма могут быть также вероятно истинными или приблизительно истинными или относительно истинными. Теории касаются наблюдаемых и ненаблюдаемых объектов, хотя и являются в сущности достоверными, однако могут быть в какой-то степени ложны.
Исследуемые объекты независимы от нашего разума, а научные теории достоверны по отношению к внешнему (объективному) миру.
Иногда «научный реализм» трактуется по-разному, что доставляет некоторые сложности в понимании данной концепции. Среди научных реалистов стоит отметить такие имена как Поппер, Фейерабенд, Патнэм, Селларс, Хессе и Бойд, чьи главные воззрения ссылаются на проблемы вопросов объективного существования реальности, истинности научного знания и т. п.
Реализм Поппера можно отнести к «предположительному реализму», считающему научные теории лишь попытками дать миру истинное описание. Таким образом «научный реализм» Поппера не стремится к «соответствию между миром и теорией», а всего лишь сохраняет интенциональность.

## Основные принципы научного реализма
Задача научного реализма — сформулировать истинные утверждения о реальности, что производится в сопровождении лучших научных теорий. Понятие реализма в научных терминах полезнее рассмотреть в трёх измерениях:
- Семантический реализм полагает, что теории являются истинными либо ложными описаниями реальности. Истинность и ложность зависит от того, существуют ли данные объекты и насколько верно они описаны теорией.
- Метафизический реализм предполагает существование реальности независимо от нашего знания. Теория должна отвечать «метафизическим представлениям». По словам Патнэма: «метафизический реалист предлагает нам принять некоторую картину так, словно эта картина сама себя объясняет»[5].
- Эпистемологический реализм полагает, что доверие суждениям об истинности теории по преимуществу оправдано. Эпистемологический научный реалист считает, что наука сопровождается лучшими научными теориями, даже если они не могут быть доказаны с абсолютной уверенностью; можно предположить, что некоторые теории могут оказаться значительно ошибочными, тем не менее научный реалист уверен в том, что они в какой-то степени истинны.

### Метафизический реализм
Хилари Патнэм характеризовал метафизический реализм следующими тезисами:
1. Мир состоит из полной и фиксированной совокупности независимых от сознания объектов (то есть существует какой-то ноуменальный мир).
2. Существует только одно истинное и полное описание мира.
3. Истина — это корреспонденция (соответствие) между утверждениями и вещами.

## История научного реализма
Научный реализм связан с более ранними видами философии, такими, как рационализм и метафизический реализм, однако само течение было основано во второй половине XX века.
Научный реализм был во многом реакцией на логический позитивизм. Логический позитивизм был первым течением в философии науки, а также и предшественником научного реализма, с помощью которого можно было строго определить разницу между терминами наблюдения и теоретическими терминами. Научный реализм поддаётся семантическому анализу в терминах наблюдения и в терминах логики.
Логический позитивизм столкнулся со следующими трудностями:
- Обнаружение недостатка в теории верификации Карлом Гемпелем
- Отказ от аналитико-синтетического различия Уиллардом Куайном
- Бесконечное число наблюдений для подтверждения некой теории (Кун (1970), Куайн (1960))
- Появление проблем в связи с переходом от терминов наблюдения на наблюдения предложений (Патнэм (1962)).
- Неопределённость между различием теоретических терминов и терминов наблюдения (Гровер Максвелл (1962)).

Реализм стал доминирующим в отделе философии науки после позитивизма.

## Аргументы за и против научного реализма

### Прогресс
Один из основных аргументов в пользу научного реализма состоит в том, что для науки характерен постоянный прогресс, и более того, наука может успешно предсказывать разного рода явления.
Хилари Патнэм считал, что научный реализм — «это единственная философия, которая не делает из успеха науки чудо». Другими словами, истинность современных теорий (или приблизительная истинность или истинность в общих чертах) является лучшим или даже единственным объяснением эмпирическому успеху теорий.
Аргумент в пользу прогресса был раскритикован Артуром Файном. Реализм и антиреализм ведут спор о том, является ли вывод, связанный с наилучшим объяснением, достаточным для оправдания веры в утверждения касающихся ненаблюдаемых явлений. Помимо этого Файн обращает внимание на то, что оправдание некого метода требует опоры на более надёжный метод, так и в прогрессе абдукция оправдывается с помощью абдукции. Поэтому реалист должен опираться на некие априорные основы, поскольку в некоторых определённых ситуациях эпистемологические аргументы указывают в основном на интуицию и к тому же всегда требуют воззвания к теоретическим фоновым знаниям, у которых наблюдается апостериорный характер. Поэтому кажется, что у реализма нет других вариантов, кроме как утверждать, что у научных методов и методов философии науки нет и не может быть априорного оправдания (натурализм).

### Пессимистическая индукция
Контраргументом против прогресса является пессимистическая индукция (или пессимистическая метаиндукция) Ларри Лаудана: многие теории, которые оказались эмпирически успешны, были выдвинуты другими более успешными теориями, которые отрицали прежний постулат о существовании теоретических объектов. Поэтому можно ожидать, что на месте современных теорий окажутся новые, постулирующие совершенно иные ненаблюдаемые теоретические объекты. Таким образом толкование теории ещё не доказывает её истинность.
В ответ на это реалисты утверждают, что теории могут быть приблизительно истинными. Но сложность в том, что принципиально можно считать любую непротиворечивую теорию приблизительно истиной. К тому же многие успешные теории оказывались впоследствии существенно ложными.
Но в пользу аргумента о приблизительной истины было приведено понятие структурального реализма. Структуральный реалист верит в предложенные теорией каузальные структуры, которые содержат в себе также ненаблюдаемые явления, но не теоретические высказывания о их сущности.
В защиту своей позиции, научные реалисты приводят примеры из истории науки, где многие теоретические объекты, каузальные механизмы и законы, постулируемые прошлыми теориями (например атом, ген, кинетическая энергия, химическая связь, электромагнитное поле и т. п.), спустя множество революций, сохранились и в современных теориях.

### Недодетерминация
В оппозицию к научному реализму встаёт базовый эмпирический аргумент недодетерминации: из двух противоречивых теорий могут быть выведены те же самые эмпирические выводы, то значит, что эти теории являются эмпирически эквивалентными. Для каждой теории можно сконструировать соответственно эмпирически эквивалентную теорию или же бесконечное число теорий.
Эмпирически эквивалентные теории отличаются тем, какие утверждения относительно ненаблюдаемых явлений они изъявляют, и выводы о наблюдаемых явлениях непременно совпадают. Поэтому, отсутствуют аргументы для того, чтобы предпочесть одну теорию другой. Главное — это удостовериться в адекватности эмпирической теории, то есть подтвердить правильность сделанных выводов. Из всего и следует тезис недодетерминации: доказательства не могут придерживаться лишь одной теории, исключая остальные.
Куайн извлек из теоремы Лёвенгейма — Скулема тезис эмпирической эквивалентности в математической логике. Таким образом возможно приобрести лишь чисто формальные альтернативы.
Апеллируя аргументами вроде аргумента недодетерминации, основной целью логических эмпиристов было решение «проблемы демаркации» — установить критерий, чтобы отделить науку от «метафизики». В отличие от научных тезисов, «метафизические» тезисы являются непознаваемыми, ибо они относятся к ненаблюдаемым явлениям. Логические эмпиристы пытались провести «рациональную реконструкцию» существующих научных теорий и методов.

### Инструментализм против научного реализма
Пьер Дюгем выдвинул аргумент «идеализации», согласно которому между теорией и реальностью сохраняется разрыв. При наблюдении, реальность остаётся непрерывной, а наблюдения могут быть неточными, смутными и противоречивыми. Теории идеализируют и рационализируют действительность, следовательно, подобных теорий может быть множество, эмпирически эквивалентных, но логически несовместимых.
Второй аргумент принадлежит Анри Пуанкаре. По словам Пуанкаре, реалист не имеет возможности доказать, что выбранная им теория является истинной, так как опыт может равносильно подтверждать и альтернативную теорию. Поэтому научный реалист должен либо отказаться от научного эмпиризма, так как опыт не является решающей инстанцией, либо признать множественность «истины», что вовсе не может быть признано реалистическим.